# 2008年MTV日本音樂錄影帶大獎
2008年MTV日本音樂錄影帶大獎在5月31日於埼玉縣埼玉超級競技場舉行，由MTV Japan举办。典禮主持人為Cyril。

## 表演者
- 絢香
- 放浪兄弟
- 菲姬
- 瑪麗亞·凱莉
- 尼力
- 簡單計畫

## 特別來賓
包括頒獎人以及表演介紹人：
- AAA
- AI
- 安室奈美惠
- Aqua Timez
- エイジア エンジニア
- 波諾
- DOUBLE
- Foxxi misQ
- FUNKY MONKEY BABYS
- 秦基博
- 生物股長
- 伊藤由奈
- KCO
- 菊地凛子
- 小室哲哉
- 莉亞
- 松田翔太
- 大和美姬丸
- 小栗旬
- 芭黎斯·希爾頓
- ラモス瑠偉
- SEAMO
- 湘南乃風
- 蘇珊娜（スザンヌ）
- 高杉さと美
- VERBAL（隕-浮流）
- 和田秋子
- 東風
- 山田優
- ZEEBRA
- AKTION a.k.a.真木藏人

## 紅地毯表演藝人
- 蔻比·凱蕾
- 佛羅里達
- 加藤ミリヤ
- w-inds.

## 會後派對
- DJ KAORI
- INFINITY16

## 獎項
得獎者以粗體表示：

### 最佳男藝人音樂錄影帶獎
- 克里斯小子－《Kiss Kiss feat. T-Pain》
- 平井堅－《fake star》
- 尼歐－《Because of You》
- SEAMO－《Cry Baby》
- 奧田民生－《無限の風》

### 最佳女藝人音樂錄影帶獎
- 大塚愛－《PEACH》
- 艾莉西亞·凱斯－《No One》
- 菲姬－《Big Girls Don't Cry》
- 倖田來未－《愛のうた》
- 中島美嘉－《LIFE》

### 最佳團體音樂錄影帶獎
- 隕-浮流♥日之内エミ&Ryohei&Emyli&YOSHIKA&LISA－《love comes and goes》
- 魔力紅－《Makes Me Wonder》
- Mr.Children－《彩り》
- 屎爛幫－《I·N·G》
- 魔數41－《Underclass Hero》

### 最佳新人音樂錄影帶獎
- 艾美·懷絲－《Rehab》
- ERIKA－《FREE》
- 米卡－《Grace Kelly》
- 秦基博－《鱗（うろこ）》
- 高杉さと美－《旅人》

### 年度最佳音樂錄影帶獎
- 放浪兄弟－《I Believe》
- 肯伊·威斯特－《Stronger》
- Mr.Children－《彩り》
- 蕾哈娜－《Umbrella feat. Jay-Z》
- 東京事變－《OSCA》

### 最佳搖滾音樂錄影帶獎
- 九釐米子彈（9mm Parabellum Bullet）－《Discommunication》
- 幽浮一族 －《The Pretender》
- 彩虹樂團－《SEVENTH HEAVEN》
- 聯合公園－《What I've Done》
- 英雄懦夫（RADWIMPS）－《オーダーメイド》

### 最佳流行音樂錄影帶獎
- 大塚愛－《PEACH》
- 艾薇兒－《Girlfriend》
- 菲姬－《Clumsy》
- 隕-浮流♥日之内エミ&Ryohei&Emyli&YOSHIKA&LISA－《love comes and goes》
- YUI－《LOVE & TRUTH》

### 最佳節奏藍調音樂錄影帶獎
- AI－《I'll Remember You》
- 克里斯小子－《Kiss Kiss feat. T-Pain》
- 瑪麗·布萊姬－《Just Fine feat. Lil Mama》
- 加藤ミリヤ－《LALALA feat.若旦那（湘南乃風）》
- 安室奈美惠－《Hide & Seek》

### 最佳嘻哈音樂錄影帶獎
- 五角－《Ayo Technology(She Wants it) feat. Justin Timberlake, Timbaland》
- 肯伊·威斯特－《Stronger》
- KREVA－《ストロングスタイル》
- 屎爛幫－《I·N·G》
- ZEEBRA－《Not Your Boyfriend feat. JESSE(RIZE)》

### 最佳雷鬼音樂錄影帶獎
- FIRE BALL－《PLACE IN YOUR HEART》
- Mavado－《Dreaming》
- PUSHIM－《HEY BOY》
- 尚·金斯頓（Sean Kingston）－《Beautiful Girls》
- 湘南乃風－《睡蓮花》

### 最佳舞曲音樂錄影帶獎
- 化學兄弟－《Do it Again》
- 電気グルーヴ－《少年ヤング》
- 正義樂團（Justice）－《D.A.N.C.E.》
- RYUKYUDISKO－《NICE DAY feat. BEAT CRUSADERS》
- 大澤伸一－《Our Song (A Lonely Girl Ver.)》

### 最佳電影音樂錄影帶獎
- 宇多田光－《Beautiful World》－《福音戰士新劇場版：序》
- 決明子－《出会いのかけら》－《陰日向に咲く》
- 聯合公園－《What I've Done》－《變形金剛》
- 雪警－《Signal Fire》－《蜘蛛人3》
- YUI－《LOVE & TRUTH》－《私密筆記本》

### 最佳合作音樂錄影帶獎
- 碧昂絲與夏奇拉－《Beautiful Liar》
- 倖田來未－《LAST ANGEL feat. 東方神起》
- 提姆巴蘭－《Throw it on Me feat. The Hives》
- 久保田利伸 meets KREVA－《M☆A☆G☆I☆C》
- 伊藤由奈×席琳·狄翁－《あなたがいる限り ～A WORLD TO BELIEVE IN～》

### 最佳專輯獎
- 艾薇兒－《美麗壞東西》
- 放浪兄弟－《愛·放浪》
- 決明子－《決明破力士5》
- 倖田來未－《倖感王國》
- 尼歐－《Because of you》

### 最佳卡拉OK歌曲獎
- 艾薇兒－《Girlfriend》
- 放浪兄弟－《時光碎片》
- 中島美嘉－《LIFE》
- 尼歐－《Because of you》
- 湘南乃風－《睡蓮花》

### 最佳BuzzAsia獎

#### 日本
- AAA－《MIRAGE》
- AI－《I'll Remember You》
- DJ OZMA－《TOKYO BOOGiE BACK》
- DOUBLE－《SPRING LOVE》
- Micro－《"HANA唄"》

#### 韓國
- Cherry Filter－《Feel it》
- 酷懶之味－《Robotica》
- JYP－《Kiss》
- Leessang－《Ballerino》
- T－《Did You Forget》

#### 台灣
- 劉德華－《一》
- 陳奕迅－《好久不見》
- 周杰倫－《牛仔很忙》
- 蘇打綠－《無與倫比的美麗》
- 王力宏－《落葉歸根》

## 外部連結
- 2008年MTV日本音樂錄影帶大獎官方網站